# Premi President Companys
El Premi President Companys és una distinció que atorga anualment la Plataforma Pro Seleccions Esportives Catalanes, adreçada a aquelles persones o entitats que hagin destacat per la defensa i promoció de les seleccions esportives catalanes i del seu reconeixement internacional.
La concessió del guardó es va iniciar el 2005 i des de llavors s'han distingit les següents persones o entitats:
| Any  | Premiat/da                                                                          | Ocupació | Mèrits |
| ---- | ----------------------------------------------------------------------------------- | --- | --- |
| 2005 | Ramon Basiana i Vers                                                                | President de la Federació Catalana de Patinatge | Reconeixement internacional de la Federació Catalana de Patinatge                                                                                    |
| 2006 | Oleguer Presas i Renom                                                              | Jugador de futbol al FC Barcelona | Reconeixement i participació activa en la selecció catalana de futbol                                                                                |
| 2007 | Joan Ricart i Aguilà                                                                | President de la Federació Catalana de Bitlles i Bowling | Reconeixement internacional de la Federació catalana de bitlles i bowling                                                                            |
| 2008 | Xavier-Albert Canal i Gomara                                                        | President de la Federació Catalana de Rugbi | Lluita pel reconeixement de la Federació Federació Catalana de Rugbi com a membre fundador de la Federació Internacional.                            |
| 2009 | Josep Guardiola, Roger Esteller, Enric Masip, Santi Carda, Albert Malo i Xavi Moya. | Capità de la selecció catalana de futbol, capità de la selecció catalana de bàsquet, capità de la selecció catalana d'handbol, capità de la selecció catalana d'hoquei patins, capità de la selecció catalana de rugbi, campió del món de kickboxing representant Catalunya. | Lluita per l'oficialitat de les seleccions catalanes mitjançant l'espot televisiu promocionant la recollida de mig milió de signatures al Parlament. |